# Чарли Роуз
Чарлз Пийт Роуз Младши, известен като Чарли Роуз (на английски: Charles Peete Rose, Jr., Charlie Rose), е американски телевизионен водещ и журналист.
Роден е в град Хендерсън, щата Северна Каролина на 5 януари 1942 г.
Води едноименното ТВ шоу „Чарли Роуз“, както е водил и вече прекъснатото ТВ шоу „60 минути ІІ“ (също известно само като „60 минути“).